# 袁基
袁基（？—190年5月10日），汝南郡汝陽縣（今河南商水）人，東漢末年的朝官，故司空袁逢嫡长子，袁紹、袁术的異母兄長。

## 人物生平
父亲袁逢死后袭爵安国亭侯，官至太仆。
初平元年（公元190年，庚午年），由於袁紹、袁術率領關東諸侯發動董卓討伐戰，於陰曆三月戊午日（陽曆5月10日）遭董卓以通敵嫌疑罪名和叔父袁隗等仍居洛陽的汝南袁氏二十餘族人（一說五十餘人）受牽連，除尺口（一尺大小）以下的嬰幼兒以外全數被殺。
一說袁紹曾讓長子袁譚以宗法將之過繼給亡兄袁基為嗣子。

## 家庭

### 父亲
- 袁逢，东汉司空、安国亭侯

### 兄弟
- 袁紹，以宗法論為從弟，一度雄踞河北、坐擁四州，後因接連在官渡、倉亭戰役敗給曹操後病歿，使其勢力逐步為曹操所併吞。
- 袁術，曾先後於南陽、汝南、淮南發展勢力，最終在淮南立足，後因僭號稱帝之舉遭群雄圍攻而敗亡。